# Петросян, Вильям Нерсесович
Вильям Нерсе́сович Петросян (род. 12 ноября 1938, Ереван, СССР) — советский и армянский скульптор, член Союза художников Армении.

## Биография
Уильям Петросян родился в Ереване. Окончил Ереванское училище изобразительных искусств и в 1969 году Ереванский художественно-театральный институт.
Работает в различных областях, в том числе монументальной скульптуры и жанровой городской скульптуры.

## Известные работы
- памятник павшим в Великой отечественной войне 1941-1945 гг. (1969) в селе Заринджа Арагацотнской области Армении[3]
- памятник павшим в Великой отечественной войне 1941-1945 гг. (1985) в селе Айгезард Араратской области Армении[2]
- скульптура «Феникс»[арм.] (1989, медь) на стене Государственного театра песни Армении[арм.] в Ереване
- скульптура «Леопард»[арм.], или «Ереванский кот» («Հովազ», 1994, чёрный туф) у северо-западного выхода из тоннеля Конд в Ереване[4]
- скульптура «Танец огня», или «Лилит» (Կրակի պար (Լիլիթ), 1994, красный туф) на площади Уругвая в Ереване[5]
- памятник Гарегину Нжде в селе Агарак Сюникского марза Армении (1995, базальт)[2][6]
- памятник Тарасу Шевченко (2013) на Кольцевом бульваре в Ереване[7]

## Галерея

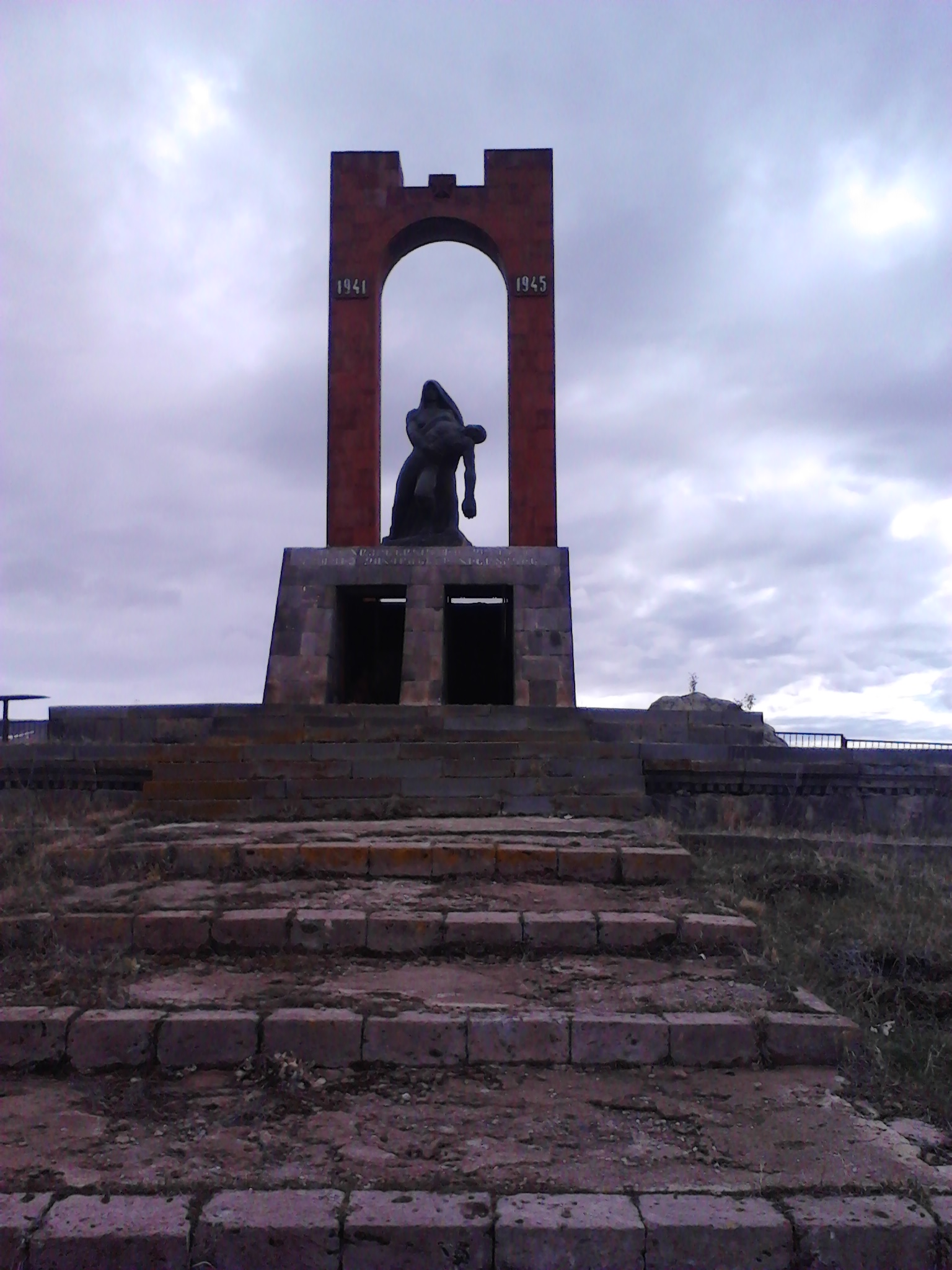
Памятник павшим в Великой отечественной войне 1941-1945 гг. (Заринджа), 1969
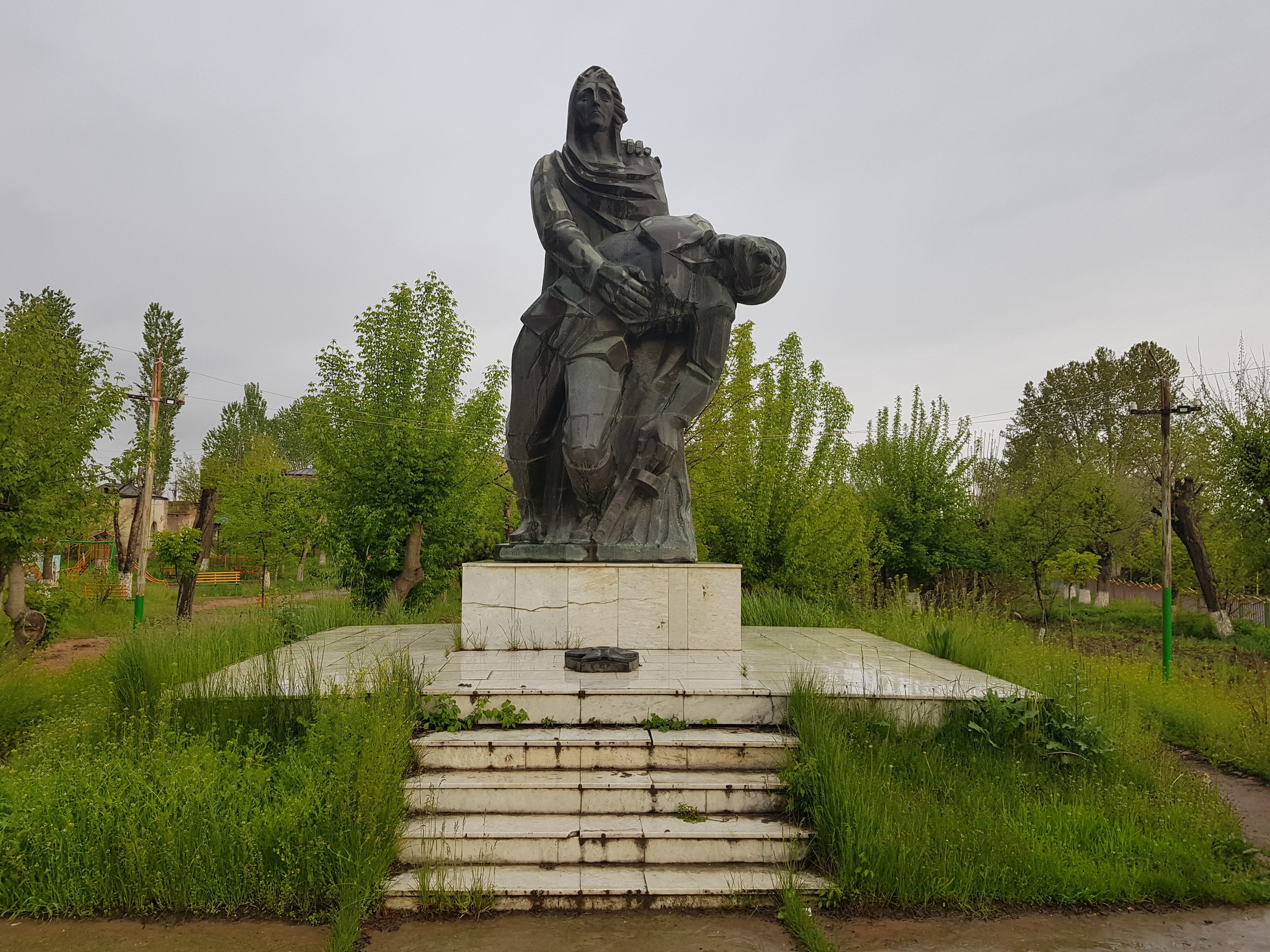
Памятник павшим в Великой отечественной войне 1941-1945 гг. (Айгезард), 1985
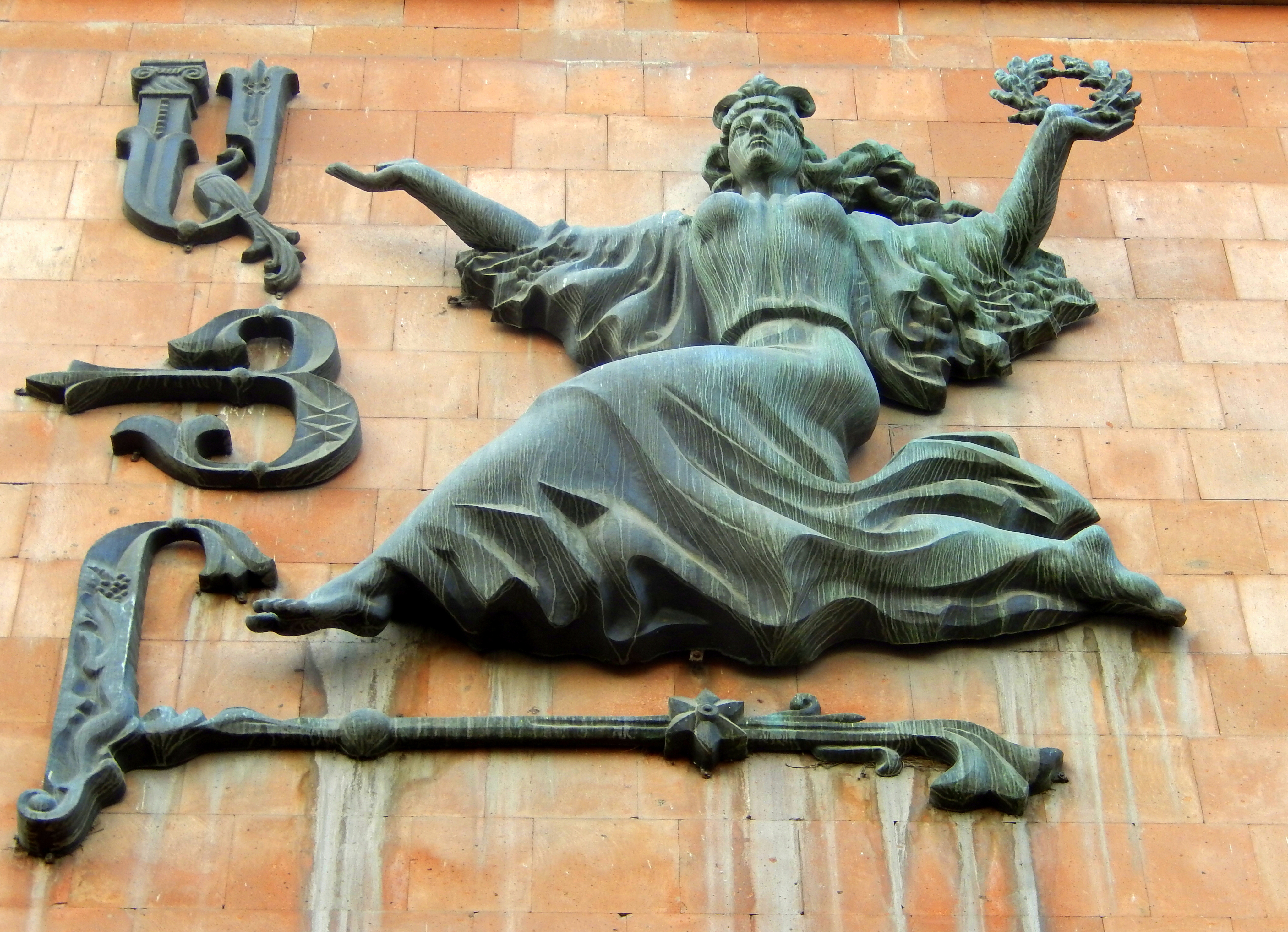
«Феникс», 1989
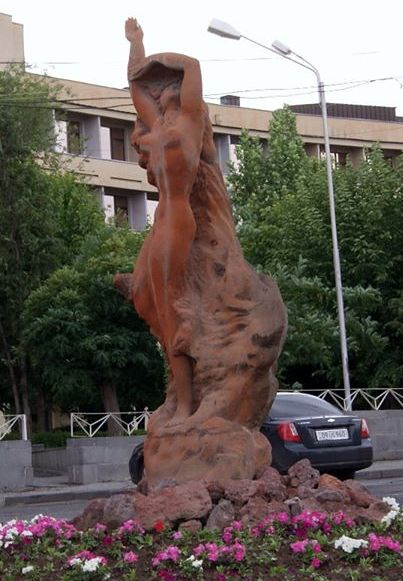
«Танец огня» («Лилит»), 1994
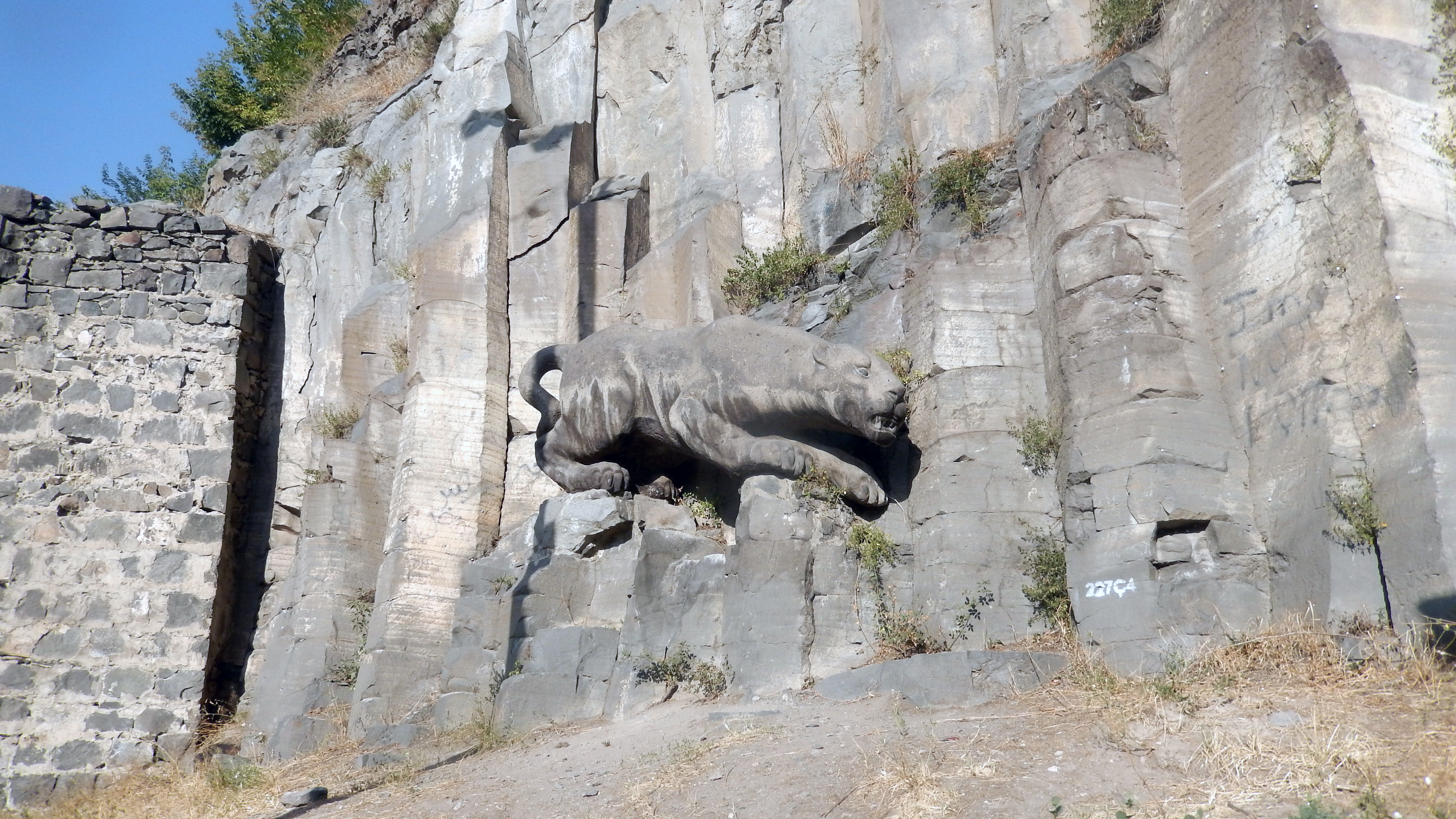
«Леопард» («Ереванский кот»), 1994
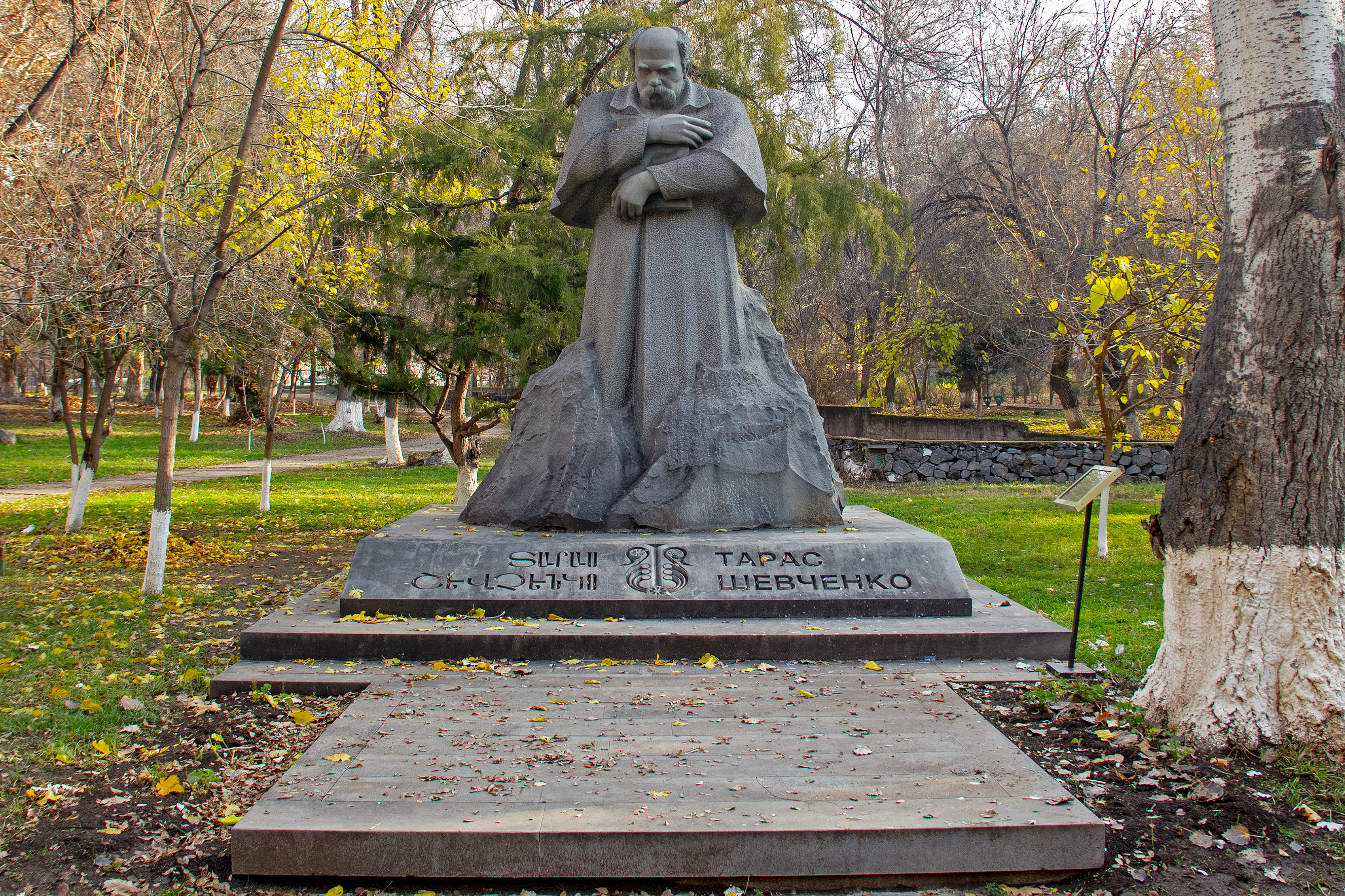
Памятник Тарасу Шевченко, 2013